# 天府早报
《天府早报》是隶属中國四川日报报业集团的一种综合性日报，以都市新闻报道见长，主要在成都地区发行，1999年创刊，2020年停刊。

## 历史
《天府早报》于1999年6月1日创刊，是成都市场上最年轻的日报。
2007年，《天府早报》与腾讯大成网合作，在成都最早开设报道网络热点的版面。
2009年，《天府早报》与淘宝网合作，开设淘宝周刊，联办淘宝成都杂志、淘宝一报一店四川馆，是阿里巴巴集团在四川的重要合作伙伴。
2010年12月，《天府早报》与四川在线、华西手机报整合为四川日报报业集团全媒体中心，三家媒体在新闻资源、经营资源上共享，组建统一的采访队伍，搭建通用的全媒体采编平台。
2019年该报刊发《休刊启事》，决定于2020年1月1日休刊，整体与《华西社区报》合并。

## 外部連結
- 《天府早報》 （页面存档备份，存于）網址